# Monte Leone-Gruppe im weiteren Sinne (SOIUSA)
Die Monte Leone-Gruppe im weiteren Sinne ist die Gruppe 10.I.1 nach SOIUSA. Deren höchster Berg ist der Monte Leone, der 3552 m ü. M. erreicht.
Sie befindet sich an der Grenze zwischen Italien (Region Piemont) und der Schweiz mit dem Kanton Wallis.

## Grenzen
- Westen: Begrenzt durch Saltina, Simplonpass, Taverbach, Chrummbach von den Walliser Alpen
- Süden: Die Gondoschlucht trennt sie von den Walliser Alpen
- Norden: Durch Goms getrennt von den Berner Alpen und durch die Binna von der Ofenhorn-Gruppe
- Osten: Getrennt durch das Längtal
- Südosten: Begrenzt durch Val Cairasca von der Helsenhorn-Gruppe

## Untergruppen und wichtigste Gipfel
- Untergruppe 1a.  Monte Leone-Gruppe im engeren Sinne  mit
  - Monte Leone – 3552 m
  - Breithorn (Simplon) – 3438 m
  - Hübschhorn – 3192 m
- Untergruppe 1b. mit
  - Wasenhorn/Terrarossa – 3246 m
  - Bortelhorn – 3194 m
  - Hillehorn – 3181 m
- Untergruppe 1c. mit
  - Blättlihorn – 2992 m
  - Humetz – 2923 m